# فابریس دو مارکولینو
فابریس دو مارکولینو (انگلیسی: Fabrice Do Marcolino؛ زادهٔ ۱۴ مارس ۱۹۸۳) بازیکن فوتبال اهل گابن است.
از باشگاه‌هایی که در آن بازی کرده‌است می‌توان به باشگاه فوتبال آنژه، باشگاه فوتبال رن، باشگاه فوتبال استاد لاوالوا، باشگاه ورزشی آمیان، و باشگاه فوتبال ونس اشاره کرد.
وی همچنین در تیم ملی فوتبال گابن بازی کرده‌است.